# معتصم علايا
معتصم علايا مواليد 1 يناير 1983 في دمشق، هو لاعب كرة قدم سوري يلعب مع نادي الوحدة في مرز الوسط.

## المسيرة الاحترافية

### أندية لعب لها
- نادي الوحدة (سوريا)

## روابط خارجية
- معتصم علايا على موقع ناشيونال فوتبول تيمز (الإنجليزية)